# مسز

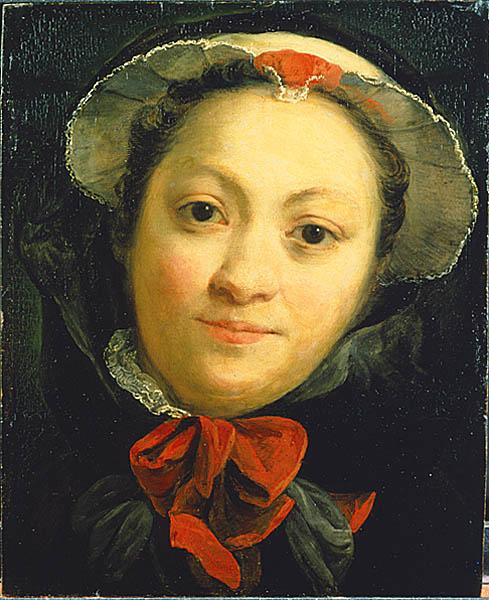

الـ«مسز» لقب إنجليزي يستعمل في الإشارة رسميا إلى السيدات المتزوجات.